# Inmigración libanesa en Paraguay
La llegada de inmigrantes de origen libanés al Paraguay se produjo en dos fases: la primera, a fines del siglo XIX e inicios del siglo XX; y la segunda, a partir de la década de 1960 y que se extiende hasta la actualidad.
Numerosos fueron los motivos que impulsaron a estas personas a dejar Líbano y emigrar hacia varios países iberoamericanos, con el fin de buscar una mejor calidad de vida luego de la devastación provocada por la Primera Guerra Mundial y la Segunda Guerra Mundial.
Esta corriente migratoria ha sido trascendental para el Paraguay, tanto por el número de personas que se han establecido en su territorio; adoptando sus costumbres y su forma de vida, como por el grado de asimilación a la sociedad paraguaya, en todos los órdenes.
Sus descendientes se han destacado en prácticamente todos estamentos de la vida nacional: en las profesiones liberales, en la educación en todos los niveles, en el comercio, en el campo financiero, en las fuerzas armadas, en el clero, en el sindicalismo, en la diplomacia, en el campo político, en el mundo artístico, etc.

## Historia

### Antecedentes
La estratégica posición del Líbano en el Mediterráneo le ha significado permanentes invasiones. Formó parte con Siria del Imperio otomano hasta 1918.
Después de la Primera Guerra Mundial pasó a manos de los franceses, de la cual obtuvo su independencia el 22 de octubre de 1943. Aun cuando declaró su independencia, las acciones de la Segunda Guerra Mundial no permitieron que ella fuera plenamente efectiva hasta 1946.
La intervención del Líbano en la guerra árabe-israelí de 1948, su apoyo moral a los árabes en la guerra árabe-israelí de los Seis Días (1967) y la llegada al país de numerosos palestinos, han significado una hostilidad constante con la vecina Israel primero en 1970, y después en 1982, desencadenando en esta última ocasión un combate en Beirut, que no cesó hasta la salida del Líbano de los guerrilleros palestinos.
Esta situación provocó la inmigración de muchos libaneses a fines del siglo XIX y principio del XX en busca de una mejor perspectiva de vida, con esfuerzo lograron salir adelante en una sociedad distinta a la cultura de ellos.

### Motivos del éxodo libanés
La inmigración de los libaneses al Paraguay puede ser dividida en dos épocas: la antigua y la moderna.
Entre los motivos que impulsaron el desarraigo podemos mencionar:
- Políticos, que respondieron a la necesidad de escapar de las conflictivas relaciones surgidas durante el mandato del Imperio Otomano en la región.

- Económicos, las cuales radicaban en la pobreza, como consecuencia de la Primera Guerra Mundial.

En un segundo periodo, después de la Segunda Guerra Mundial, donde miles de personas, principalmente hombres, tomaron la decisión de salir de la patria madre a causa de los estragos que la guerra había causado.
En este trayecto hacia la búsqueda de un futuro mejor, tuvieron que emprender largos viajes en barcos, muchas veces sin saber en donde embarcar y peor aun donde desembarcar. En estas travesías debieron soportar muchos dolores, enfermedades y nostalgias. Se vieron obligados a resistir catástrofes naturales de todo tipo en medio del mar.

### Llegada al Paraguay
Los libaneses comienzan a llegar al Paraguay a partir de 1888, entre los 1.604 inmigrantes que arribaron al país en ese año.
Esta primera etapa de llegada se extendió hasta 1900, estableciéndose estos en Asunción, Villarrica, Encarnación y en el departamento de Misiones. Recién diez años después se reinició el movimiento migratorio, que se prolonga hasta 1914, ubicándose ya este contingente en todo el territorio de la república (Caraguatay, Itacurubí de la cordillera, Itacurubí del Rosario, Itauguá, San Estanislao, Pedro Juan Caballero y Villa del Rosario), con preferencia en lugares con fácil acceso a las vías de comunicación.
En 1918 se reinicia la llegada, prolongándose hasta 1933. A partir de esta época, el movimiento es mínimo, reactivándose sólo en las décadas del 60 y 70.
El primer destino americano al cual se dirigían los inmigrantes era el puerto de Buenos Aires, al cual llegaron sin siquiera hablar el idioma español y sin conocer sus costumbres. Pero no tardaron en organizarse en grupos y comunidades, con el fin de encontrar el mejor lugar para radicarse y adaptarse a una vida digna, que le permitiera formar hogares sin olvidar sus raíces.
Su viaje al Paraguay prosiguió por río y luego en tren, para luego distribuirse en diversas localidades del país, donde podían dedicarse a las actividades comerciales. Después de mucho esfuerzo, pudieron insertarse a la sociedad paraguaya y abrir comercios, montar fábricas o cultivar tierras.

### 1970–presente
El 10 de noviembre de 2015 la agencia islámica de noticias internacionales anunció que el presidente de la República, Horacio Cartes, inauguró la mezquita más grande en Ciudad del Este, donde estaban presente oficiales políticos y diplomáticos. La mezquita misma costó un millón de dólares estadounidenses.

## Los apellidos más frecuentes
Los apellidos más frecuentes:
Sarquis, Aboud, Aid, Armele, Arar, Arroca, Arrosse, Rossi, Atat, Azar, Barchini, Buzarquis, Canan/Kanan, Nader, Cofure, Curi/Kuri/Juri, Daher, Damus, Dibb, Esgaib/Zgaib, Esquef/Skef, Fadlala, Fadul, Farah, Ghobril, Girala, Gosen, Haddad, Haitter/Haidar, Harari, Huespe, Ismael/Ysmail, Kalfat, Mohur, Maluff, Manzur, Mende, Musi, Ouchana, Rahi, Resck/Risk, Rosas, Sabag, Safuan, Sardi, Seifeddin
, Toumi, Tours, Torres ,Yambay/Yampey, Yanho, Yauhari, Yore, Yunis.

## Relaciones con la sociedad nacional
Sin embargo, los libaneses hallaron grandes dificultades para su inserción en la cultura paraguaya.
A las diferencias idiomáticas, hay que agregar las religiosas, puesto que si bien las primeras oleadas inmigratorias de árabes eran de confesión cristiana y es de conocimiento que las iglesias cristianas orientales, incluyendo las que reconocen la autoridad romana, como la iglesia maronita y la melquita, conservan características específicas, lingüísticas y litúrgicas que las diferencian del rito latino, ni qué decir de los que profesaban la religión islámica.  Las costumbres de estos inmigrantes árabes, cristianos y musulmanes, distaban enormemente de las de los países que los acogían, a quienes chocaba principalmente las actividades a las que se dedicaron, el comercio ambulante preferentemente, que gozaba de poco prestigio social, e incluso era mirado con menosprecio. 
El éxito material de los inmigrantes puede forzar a la sociedad receptora a aceptarlos, pero no necesariamente a estimarlos y menos aún a reconocerlos. La actitud amistosa, benévola, indiferente u hostil de la población autóctona con respecto a cualquier grupo inmigrado está condicionada sin duda por los antecedentes de este grupo: su origen étnico, el grado de instrucción de los miembros a su llegada, el tipo de actividad preferencial que lo caracteriza. De esta forma, por ejemplo, los grupos del Cercano Oriente, que a su llegada, eran en su mayoría analfabetos, totalmente extranjeros al idioma español y a las costumbres europeas, dedicados a oficios considerados parasitarios, sólo podrán provocar juicios desfavorables. Pero estos juicios se transformaron rápidamente en estereotipos.
Ahora bien, los estereotipos que se forman al inicio, contribuyen a fijar los prejuicios y a conservar obstinadamente las actitudes de tal manera que, incluso cuando un grupo inmigrado ha terminado por alcanzar las condiciones objetivas del reconocimiento, la sociedad receptora continúa durante mucho tiempo rechazándolo. 
En muchos países latinoamericanos han hecho falta muchos decenios para que los “turcos” (es decir, los inmigrantes del Cercano Oriente) pudieran adquirir, por medio de sus descendientes de la segunda, tercera o cuarta generación, una pequeña parte del prestigio de que gozaban prácticamente desde su llegada los colonos alemanes, los patrones ingleses y los inmigrados franceses.Los árabes se dedicaron al comercio preferentemente, fueron los “macateros” que desbrozaban caminos, bastante intransitables en la época, llevando su mercancía a zonas aisladas del país. Pronto aprendieron a hablar el guaraní aparte del español, pues se debía comprar en esta lengua en los centros urbanos, y vender en aquella en el interior. Muchos de ellos, sin embargo, formaron parte también de los braceros que laboraban en los yerbales de la época.
El escrito Mario Halley Mora (de origen sirio) sostenía que el paraguayo contemporáneo de las primeras migraciones árabes, asimilaba mal este primer contacto con estos. En primer lugar porque para el mismo, lo relacionado con la cultura árabe "no existía".
Después, porque no tenía la más mínima noción en aquel entonces de lo que era una cultura, y finalmente, porque lo de “turco”, si bien tenía una vaga connotación racial, muy pronto se convirtió en las denominación de un oficio, el de vendedor ambulante o en puesto fijo en una determinada clase de mercancías muy específicas, referidas a la vestimenta, los objetos de tocador y el uso de tejidos en la vida diaria.Tampoco causan mucha resistencia o rechazo entre los paraguayos, hoy ya más acostumbrados a convivir con personas muy diferentes. Los árabes ya no se sienten obligados a cambiar sus nombres, no siempre de fácil pronunciación para los lugareños. No obstante, hay una permanente campaña de hostigamiento de sectores interesados en proyectar una imagen deformada de los árabes, asociándolos al terrorismo.